# پرل سیتی (هاوایی)
پرل سیتی (به انگلیسی: Pearl City) یک منطقهٔ مسکونی در ایالات متحده آمریکا است که در شهرستان هونولولو، هاوایی واقع شده‌است. پرل سیتی ۱۵٫۰ کیلومتر مربع مساحت و ۴۷٬۶۹۸ نفر جمعیت دارد و ۲۷ متر بالاتر از سطح دریا قرار دارد.